# Академия (дворец культуры, Новосибирск)
«Академия» — дворец культуры, находится в новосибирском Академгородке по адресу улица Ильича, 4.
Зал вмещает 656 зрителей. На площади перед домом культуры проходят народные гулянья, концерты и другие общественные мероприятия.

## История
Здание построено в 1962 году (кинотеатр «Москва», вместимость зрительного зала по проекту — 801 место). Находилось на балансе Областного управления Главкинопроката как кинотеатр «Москва», но по требованию профсоюза было передано Сибирскому отделению АН СССР. 21 декабря 1962 года было принято решение о смене статуса на Дом Культуры с новым названием — ДК «Академия».
Работал как кинотеатр и дом культуры. При ДК «Академия» были созданы самодеятельные коллективы и клубы, среди которых пять имеют звание «Народный коллектив», славянский духовный хор (создан в 1993 году, хормейстер — Галина Анатольевна Носкова), академические женский и мужской хоры, симфонический оркестр под управлением Синицкого (создан в 1963 году), оркестр народных инструментов под управлением Бориса Андреевича Швецова (основан в 1963 году), молодёжный ансамбль флейтистов, молодёжный танцевальный клуб, клуб ветеранов, клуб инвалидов, клуб песни «Светелка», женский клуб «Совесть».
В 1970—1980-х годах в работе любительского оркестра при ДК «Академия» активное участие принимал известный российский педагог-новатор Алексей Иванович Бороздин.
В октябре 2006 года через газету «Советская Сибирь» было объявлено об открытом конкурсе «на право заключения договора аренды нежилых помещений, находящихся на балансе СО РАН по адресу ул. Ильича, 4».
В 2010 году Президиум Сибирского отделения РАН принял постановление о передаче здания ДК «Академия» в муниципальную собственность. Предполагается, что культурно-просветительская деятельность ДК «Академия» будет сохранена: коллективы художественной самодеятельности, клубы по интересам, любительские объединения и физкультурно-оздоровительные группы продолжат свою работу; продолжится проведение культурно-массовых мероприятий. Планируется организация демонстрационного зала для картинной галереи; проведение смотров, фестивалей, конкурсов, концертов, вечеров, спектаклей, балов, литературно-музыкальных вечеров, а также, ярмарок и выставок-продаж народных промыслов; изготовление и прокат сценических костюмов, реквизита, прокат звуковой и осветительной аппаратуры.

## Состоявшиеся мероприятия
- Встреча с Заслуженным артистом РСФСР Юрием Левитаном. 25 июня 1965 года[9];
- Первый Новосибирский фестиваль джазовой и эстрадной музыки. 4 декабря 1965 года[10];
- Гастроли студенческого театра МГУ под руководством М. Розовского. 1966 год[11];
- Гастроли Театра миниатюр. 1966 год[12];
- Выступление А. Гончарова с программой «Журавли» 6 апреля 1967 года[13];
- Выступление квартета МГУ. 15 апреля 1967 года[14];
- Концерт Аллы Иошпе 3 июля 1967 года[15];
- В марте 1968 года в ДК «Академия» прошёл ночной концерт фестиваля бардов с выступлением Александра Галича (неделю концерты шли и в Доме учёных Академгородка и на городских площадках — по институтам, по домам культуры)[16].

В «Академии» побывало немало именитых гостей-артистов: Олег Даль, Александр Галич, Владимир Высоцкий, Андрей Тарковский, Ролан Быков, Татьяна Доронина…
Со сцены выступали выдающиеся учёные-новосибирцы: М. А. Лаврентьев, А. И. Мальцев, В. В. Воеводский, А. Г. Аганбегян, С. С. Кутателадзе и другие.